# زندگی کوتاه و غم‌انگیز رابرت پیس
زندگی کوتاه و غم انگیز رابرت پیس (به انگلیسی: The Short and Tragic Life of Robert Peace) زندگی نامه‌ای است از جف هابز در مورد یک جوان روشنفکر آفریقایی-آمریکایی، رابرت دشان پیس (۲۵ ژوئن ۱۹۸۰ - ۱۸ مه ۲۰۱۱)، که نیوآرک، نیوجرسی را ترک کرد. برای حضور در دانشگاه ییل، اما پس از بازگشت به نیوآرک به خیابان‌ها افتاد و در سن ۳۰ سالگی در تیراندازی مربوط به مواد مخدر به قتل رسید.

## اقتباس سینمایی
فیلم راب پیس بر اساس زندگی این فرد ساخته شده‌است.